# Tonny Landy

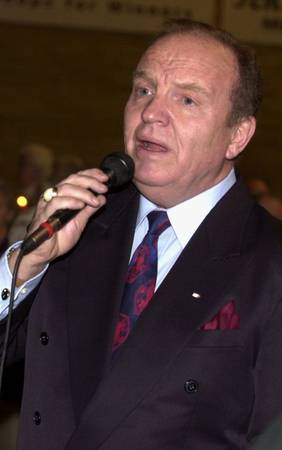
Tonny Landy (2004)

Tonny Landy (bürgerlich Nuppenau; * 30. Juli 1937 in Kopenhagen; † 3. Februar 2024) war ein dänischer Tenor und Schauspieler. 

## Leben
Tonny Landy war der Sohn des Firmenvertreters Kay Nuppenau († 1991) und seiner Frau Monna Jensen († 1976).
Landy debütierte im Jahr 1966 als Opernsänger am Königlichen Theater (Det Kongelige Teater) in Kopenhagen in der Rolle des Alfredo in La traviata. Er sang bei mehreren Opernaufführungen in Lübeck am Theater Lübeck und neun Jahre an der Oper in Göteborg. Ab 1978 war er als festes Ensemblemitglied am Königlichen Theater engagiert und spielte dort bis 1994, wo er in 700 Aufführungen bei 40 verschiedenen Inszenierungen auftrat. Von 1980 bis 1994 war er Intendant der Operaakademiet (Opernakademie Kopenhagen) und unterrichtete ab 1986 Gesang am Det Kongelige Danske Musikkonservatorium (Königlich Dänischen Musikkonservatorium) in Kopenhagen und am Det Jyske Musikkonservatorium (Das jütische Musikkonservatorium; funktional: Staatliche Hochschule für Musik) in Aarhus. 1992 bis 1999 trat er beim dänischen TV-Sender DK4 als Opern- und Gesangsexperte auf und wirkte dort in der Fernsehserie Sangernes Værksted (dt. Sängerwerkstatt) mit. Mit seiner Frau trat er gemeinsam viele Jahre auch als musikalische Paar auf. Zudem trat er als Schauspieler in einigen dänischen Filmen und Fernsehserien auf.
Im Jahr 1977 wurde er zum Ritter des Dannebrogorden ernannt.
Tonny Landy war vom 4. Juni 1966 bis zu seinem Tod mit der Schauspielerin und Opernsängerin Tove Hyldgaard (* 1942) verheiratet. Landy starb am 3. Februar 2024 im Alter von 86 Jahren. Seine Grabstätte befindet sich auf dem Holmens-Kirkegard in Kopenhagen. 

## Filmografie
- 1969: Die Mädchen vom Eichenhof (Pigen fra Egborg)
- 1996: Krystalbarnet
- 1996: Blomsterfangen
- 1997: Tro (Fernsehserie)
- 1998: Den blå munk
- 1999: Dybt vand
- 1999: Deep Water – Im Sog der Angst
- 1999–2000: Olsenbandens første kup (Miniserie)
- 2000: Max
- 2000: Hit med Sangen (Fernsehserie)
- 2000: Skjulte spor
- 2000–2002: Hotellet (Fernsehserie)
- 2003–2004: Forsvar (Fernsehserie)
- 2003: Jesus & Josefine (Miniserie)
- 2003: Switching: An Interactive Movie
- 2006: Korridorerne